# Kigoma (Tansania)
Kigoma ist die Hauptstadt der gleichnamigen Region Kigoma im äußersten Westen von Tansania und eine Hafenstadt am Tanganjikasee.
Die Stadt liegt 773 m über dem Meer und hatte bei der Volkszählung 2022 etwa 232.000 Einwohner. Hier befindet sich der Sitz eines katholischen Bischofs (Bistum Kigoma).
Kigoma bildet den Endhaltepunkt der früheren Tanganjikabahn (heute Central Line), die von Daressalam am Indischen Ozean über die tansanische Hauptstadt Dodoma an den Tanganjikasee führt. Mit der Eisenbahn erreicht man von Kigoma aus auf der Central Line über Tabora die tansanische Hauptstadt Dodoma, außerdem zweigt in Tabora eine Verbindung nach Mwanza am Viktoriasee ab.

## Geschichte
Der deutsche Kaiser Wilhelm II. wollte Deutsch-Ostafrika im Sommer 1914 besuchen, wofür ein Jagdschloss zur Verfügung stand. Die Reise fand angesichts des drohenden Ersten Weltkrieges nicht statt. Heute wird das Gebäude von der Polizei Tansanias benutzt.
Die Eisenbahn, der Hafen, die Werft und die wichtigsten öffentlichen Bauten Kigomas sind kurz vor 1914, am Ende der deutschen Kolonialzeit entstanden. Ebenfalls deutschen Ursprungs ist das wichtigste Fährschiff auf dem Tanganjikasee, die MS Liemba. Sie wurde 1913 von der norddeutschen Meyer Werft in Papenburg gebaut, in Einzelteile zerlegt und in Kigoma wieder zusammengesetzt, wo sie 1915 unter dem Namen Goetzen vom Stapel lief und als Truppentransporter für die deutsche Schutztruppe Verwendung fand. Im Juli 1916 versenkten die Deutschen ihr Schiff, um es nicht den anrückenden Belgiern und Briten zu überlassen. Unter britischer Verwaltung wurde das Schiff wieder gehoben, am 16. Mai 1927 auf den Namen MS Liemba getauft und wieder in Betrieb genommen.
Kigoma wurde am 28. Juli 1916 von Truppen der belgischen Force Publique, die aus Belgisch-Kongo in Richtung Tabora vorstießen und von dem eigentlich dänischen Oberstleutnant Frederik-Valdemar Olsen geführt wurden, eingenommen.

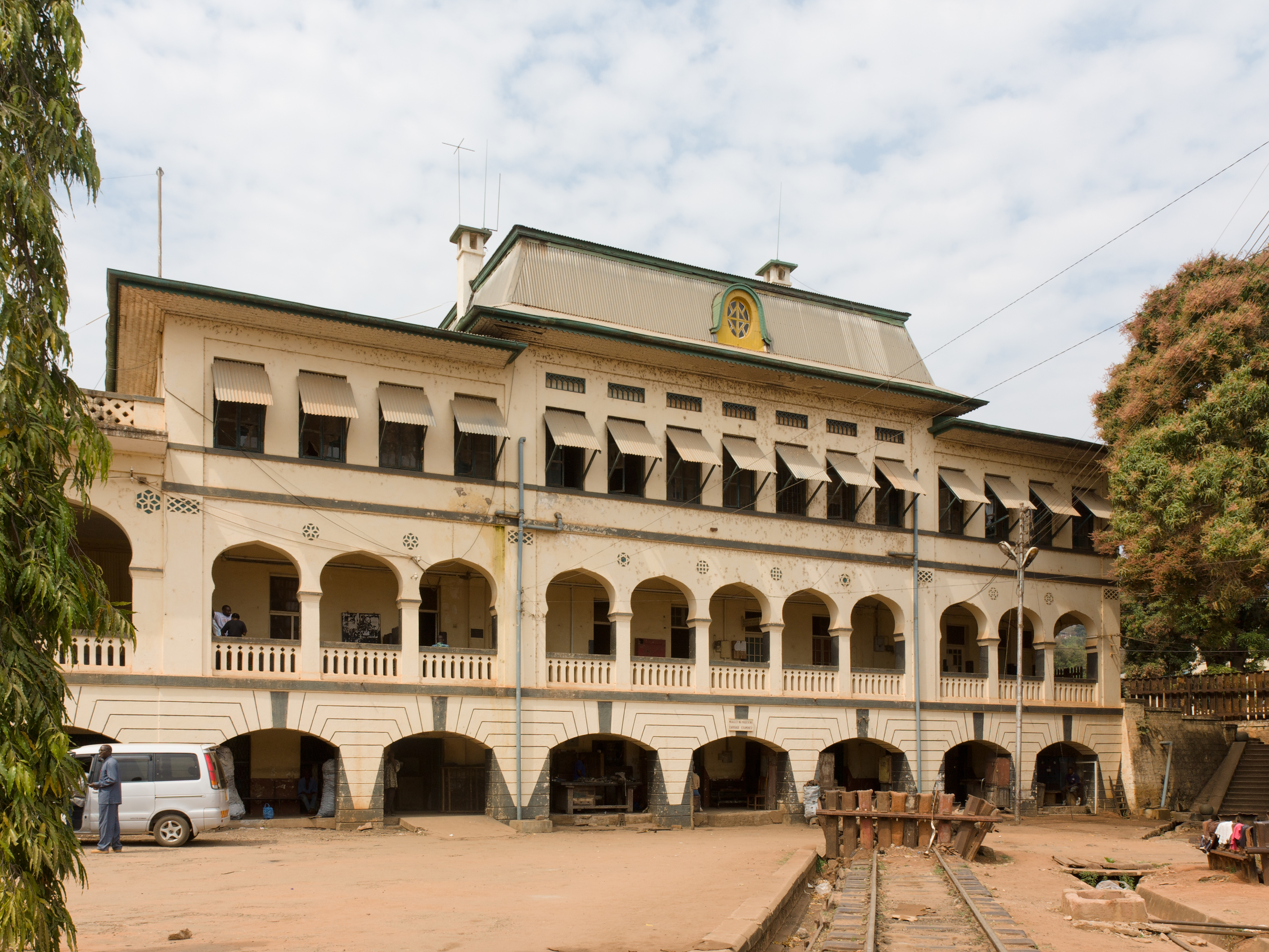
Der Bahnhof Kigoma
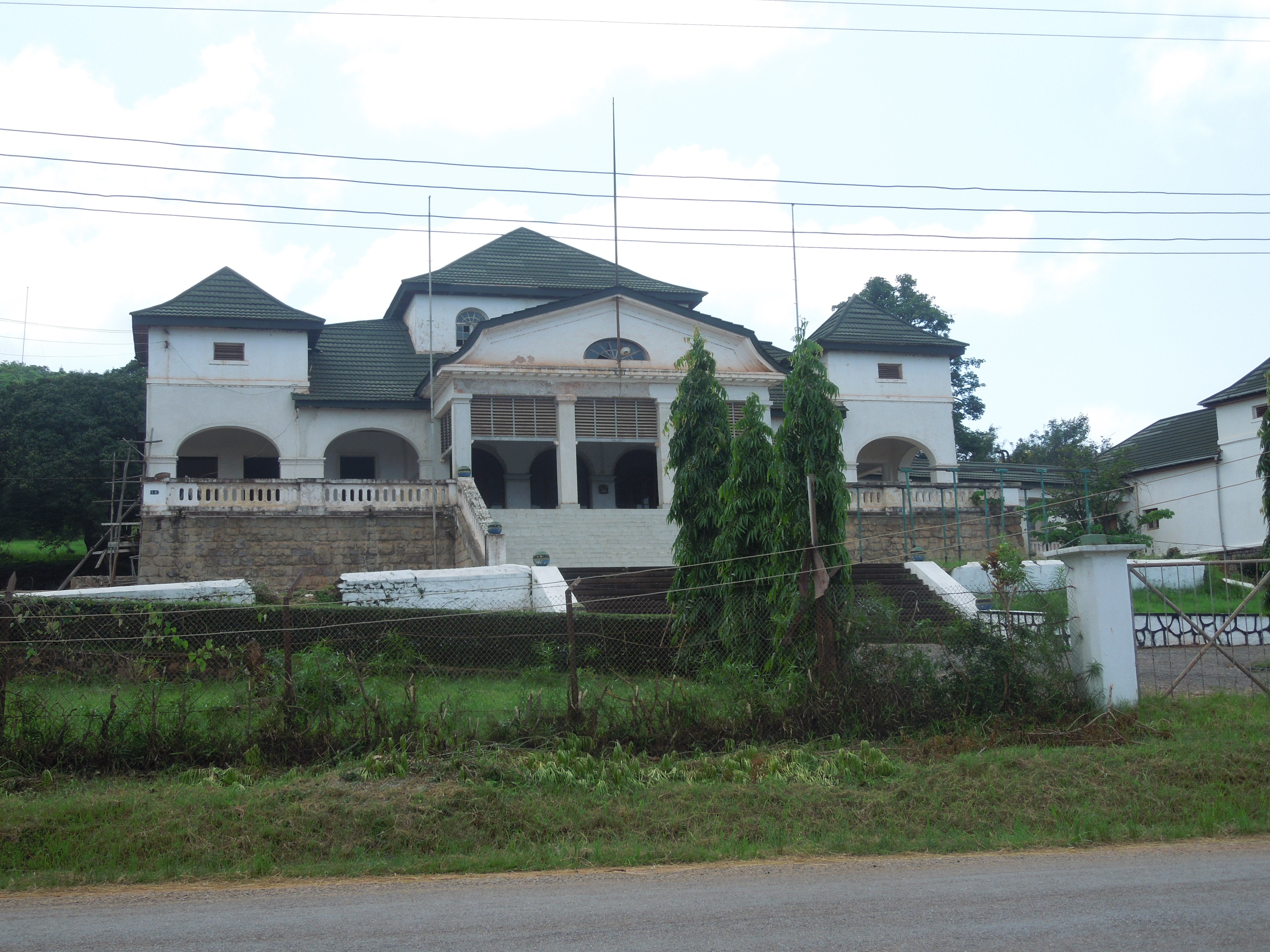
Das Jagdschloss von Kaiser Wilhelm II. in Kigoma.
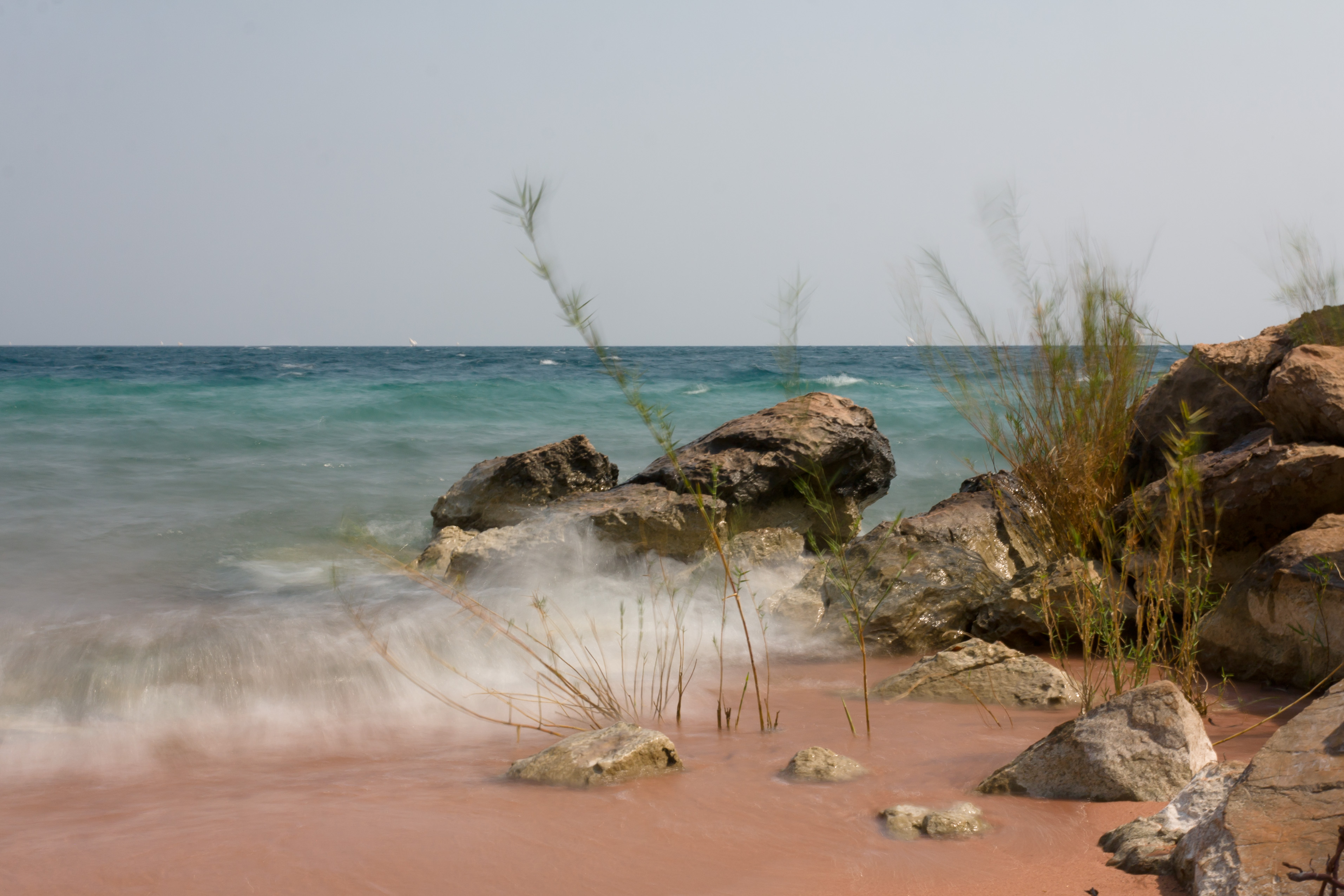
Der Tanganjikasee bei Kigoma

## Einwohnerentwicklung
Die folgende Übersicht zeigt die Einwohnerzahlen nach dem jeweiligen Gebietsstand seit der Volkszählung 1978.
| Jahr          | Einwohnerzahl |
| ------------- | ------------- |
| 1978 (Zensus) | 50.075        |
| 1988 (Zensus) | 74.224        |
| 2002 (Zensus) | 131.792       |
| 2012 (Zensus) | 215.458       |
| 2022 (Zensus) | 232.388       |

## Hafen Kigoma
Im Hafen Kigoma (englisch Port of Kigoma) wird von der staatlichen Hafenbehörde (Tanzania Ports Authority) der Fährbetrieb und Passagierbereich sowie durch das Privatunternehmen Muapi Ltd. der kommerzielle Frachtbereich betrieben. An den Ankerplätzen auf der Reede beträgt der nutzbare Tiefgang 10 Meter, an den Kais nur 4 Meter. Neben den offenen Anlandeplätzen gibt es ein kleines separates Hafenbecken mit enger Einfahrt, das mittels einer Slipanlage bedarfsweise der Schiffswartung dient. Das gesamte Hafenareal nutzt eine natürliche runde Bucht, an der die Stadt Kigoma liegt. Mit der vorhandenen Technik können im Hafen Massenstückgut und Container verladen werden. Für Tankschiffe gibt es einen Betankungssteg. Flüssigkeits-Container verkehren zwischen der DRC und dem Hafen Bujumbura in Burundi. Es stehen zwei Krane zur Be- und Entladung der Schiffe bereit sowie ein mobiler Portalkran mit einer Nutzlast von bis zu 35 Tonnen. Die Technik der Hafenlogistik ist weitgehend veraltet. Im Hafen existieren freie und überdachte Lagerkapazitäten. Der Warenverkehr mit dem Hafen Kalémie in der DRC umfasst überwiegend Zement, Baustoffe, Mehl, Salz, Zucker und Kraftstoffe. Das Hafengelände (4° 52′ 37″ S, 29° 37′ 36″ O) ist zugleich ein internationaler Grenzübergang und eine Zollabfertigungsstelle.

## Religion
- Römisch-katholische Kirche: Kigoma ist seit 1953 Sitz eine Bischofs der römisch-katholischen Kirche. Die Diözese gehört zum Erzbistum Tabora.[4]

## Persönlichkeiten
- Nestory Irankunda (* 2006), australischer Fußballspieler